# Paroisse Sainte-Anne-de-Varennes

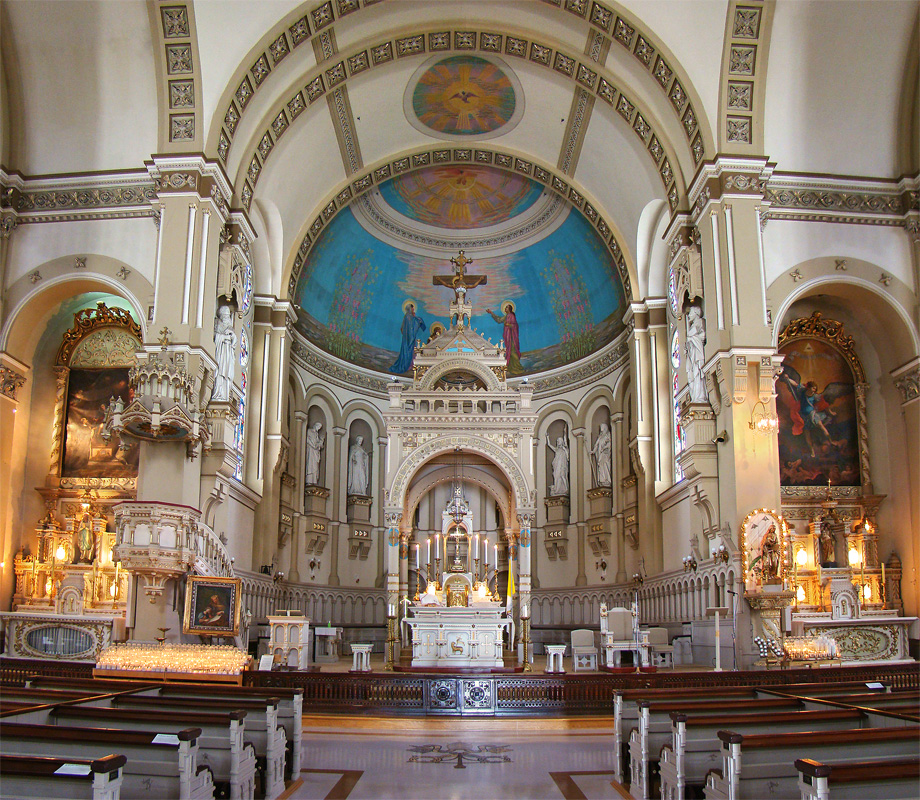
Intérieur de la basilique Sainte-Anne

La paroisse Sainte-Anne-de-Varennes est une paroisse qui englobe le territoire de ce qui est aujourd'hui la ville de Varennes. Elle est située dans le Sud-Ouest du Québec, à 25 km au Sud-Est de Montréal dans le diocèse de Saint-Jean-Longueuil.

## Histoire
La paroisse fut créée lors de la fusion des cinq seigneuries qui faisaient partie de son territoire : les seigneuries du Cap de Varennes, de l'île Sainte-Thérèse, de Grand Maison, du Cap de la trinité et du Cap Saint-Michel.

## Curés de la paroisse (à compléter)

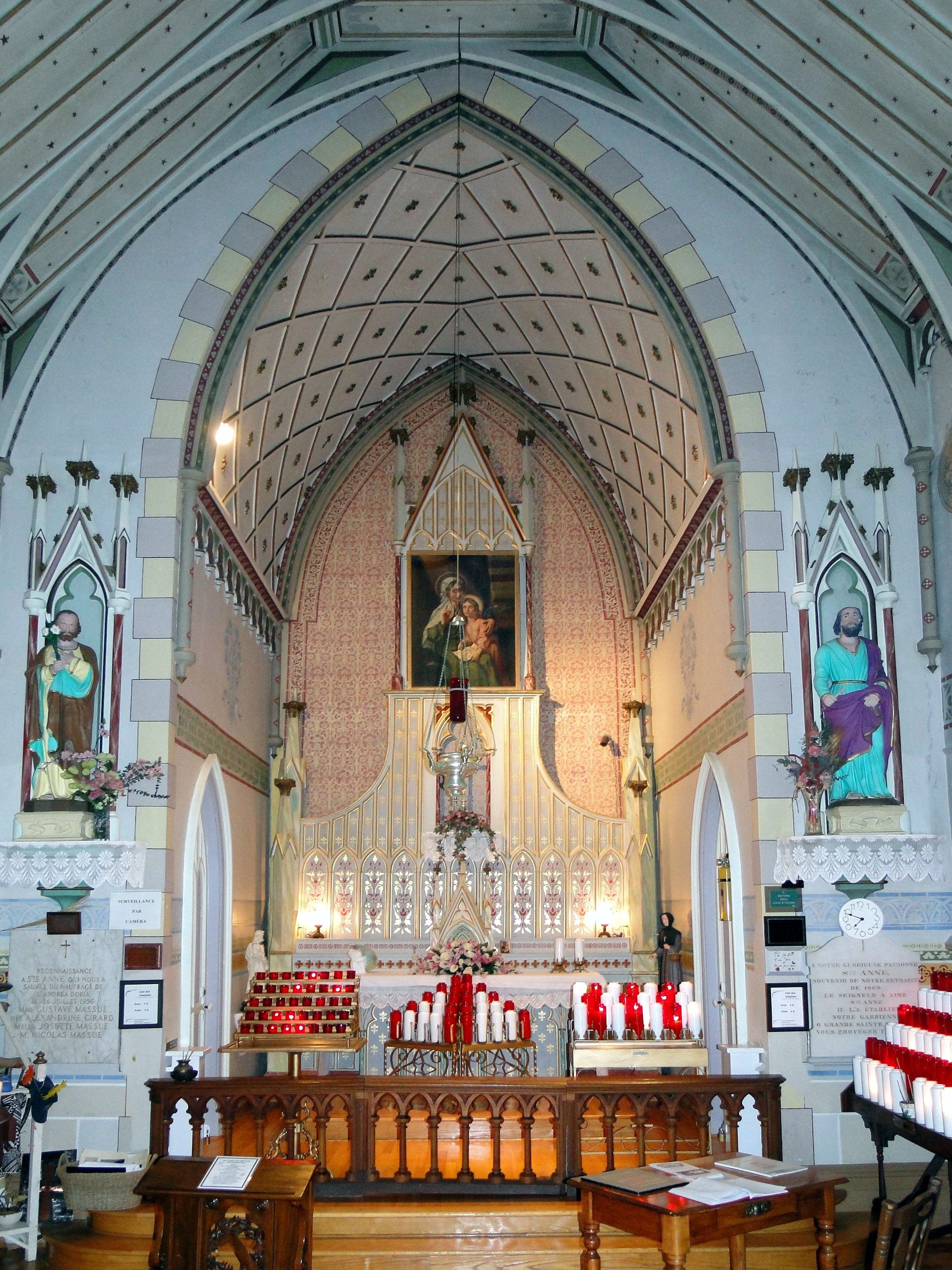
Intérieur de la chapelle Sainte-Anne

- L'abbé Claude Volant (1654-1719) 1e curé de 1692 jusqu'à sa mort 1719.
- L'abbé Michel Poulin de Courval (1688-1760) 2e curé de 1719 à 1725
- L'abbé Paul-Armand Ulric (1693-1749) 3e curé de 1725 à sa mort 1749.
- L'abbé Jean-Baptiste Maisonbasse (1721-1780) 4e curé de 1749 à 1750
- Jean-Baptiste Lecoudray (1698-1760) 5e curé de 1750 jusqu'à sa mort 1760.
- L'abbé Antoine Morand (1724-1773) 6e curé de 1761 jusqu'à sa mort 1773.
- François Ferré Du Buron (1727-1801) 7e curé de 1773 jusqu'à sa mort 1801.
- L'abbé François Ferré-Duburon (1727-1801) 8e curé de 1773 jusqu'à sa mort 1801.
- L'abbé Maurice-Joseph Lamedèque-Felix (1773-1831) Vicaire de 1800 à 1802
- L'abbé Antoine-Eméric Lemaire Saint-Germain (approx 1757-1804) 9e curé de 1802-1804
- L'abbé Esprit-Zéphirin Chenet (1763-1805) 10e curé de 1804 jusqu'à sa mort 1805.
- L'abbé François-Joseph Deguise (1759-1835) 11e curé de 1806 à 1833
- L'abbé Pierre Grenir (1791-1834) 12e curé de 1833 jusqu'à sa mort 1834.
- L'abbé Charles-Joseph Primeau (1792-1855) 13e curé de 1834 jusqu'à sa mort 1855.
- Joseph Desautels (1814-1881) 14e curé de 1855 jusqu'à sa mort 1881.
- L'abbé Joseph-Solomon Théberge (1827-1899) 15e curé de 1881 jusqu'à sa mort 1899.
- L'abbé François-Régis Bonin (1851-1941) 16e curé de 1899 à 1903
- L'abbé Joseph Charette (1850-1907) 17e curé de 1903 jusqu'à sa mort. Il est responsable de la construction du presbytère
- L'abbé Jean-Louis Gaudet (1849-1917) 18e curé de 1908 jusqu’à sa mort 1917.
- Ferréol Jobin (1868-1942) 19e curé de 1917 jusqu’à sa mort 1942.
- L'abbé André Beauregard, chanoine (1886-1986), 20e curé de 1942 à 1962.
- L'abbé Élisée Choquette[1], (1900-1972), 21e curé de 1962 à 1970.
- L'abbé Roger Cyr[2], (1923-2012), 22e curé de 1970 à 1975.
- L'abbé Maurice Lafond c.s.c., (1915-1984), 23e curé de 1975 à 1984.
- L'abbé René Désourdy[3], (1936-2015), 24e curé de 1984 à 1993.
- Père Yvon Préfontaine[4] c.s.v., (1926-2003), 25e curé de 1993 à 1996.
- L'abbé Normand Barré[5], (1929-1998), 26e curé de 1996  jusqu’à sa mort 1998.
- L'abbé Jude Péloquin[6], (1928-2016), intérim de 1998 à 1999.
- Père France Salesse, (1954-????), 27e curé de 1999 à 2005.
- Père Gérald Champagne c.s.v., (1942-????), 28e curé de 2005 à 2007.
- L'abbé Raymond Poisson, (1958-????), 29e curé de 2007 à 2012.
- L'abbé Jérôme Longtin[7], (1947-2015), 30e curé de 2012 à 2015.
- L'abbé Lucien Lemieux, (1934-????), intérim de 2015 à 2016.
- Jacques Berthelet[8] c.s.v., (1934-2019), 31e curé de 2016 à 2018.
- L'abbé Mario Desrosiers, (????-????), 32e curé de 2018 à aujourd'hui.

## Lieux de culte

### Basilique Sainte-Anne de Varennes
L'érection canonique de la paroisse Sainte-Anne eut lieu en 1725. 
L'église actuelle a été érigée entre 1884 et 1887. Elle est la troisième église à avoir été érigée sur ces lieux. Les plans sont des architectes Henri-Maurice Perrault et Albert Mesnard. D'architecture éclectique, elle présente un mélange de style roman, byzantin et gothique. 
Elle a été désignée basilique mineure en 1993 par le pape Jean-Paul II.

### Sanctuaire Sainte-Marguerite-D'Youville

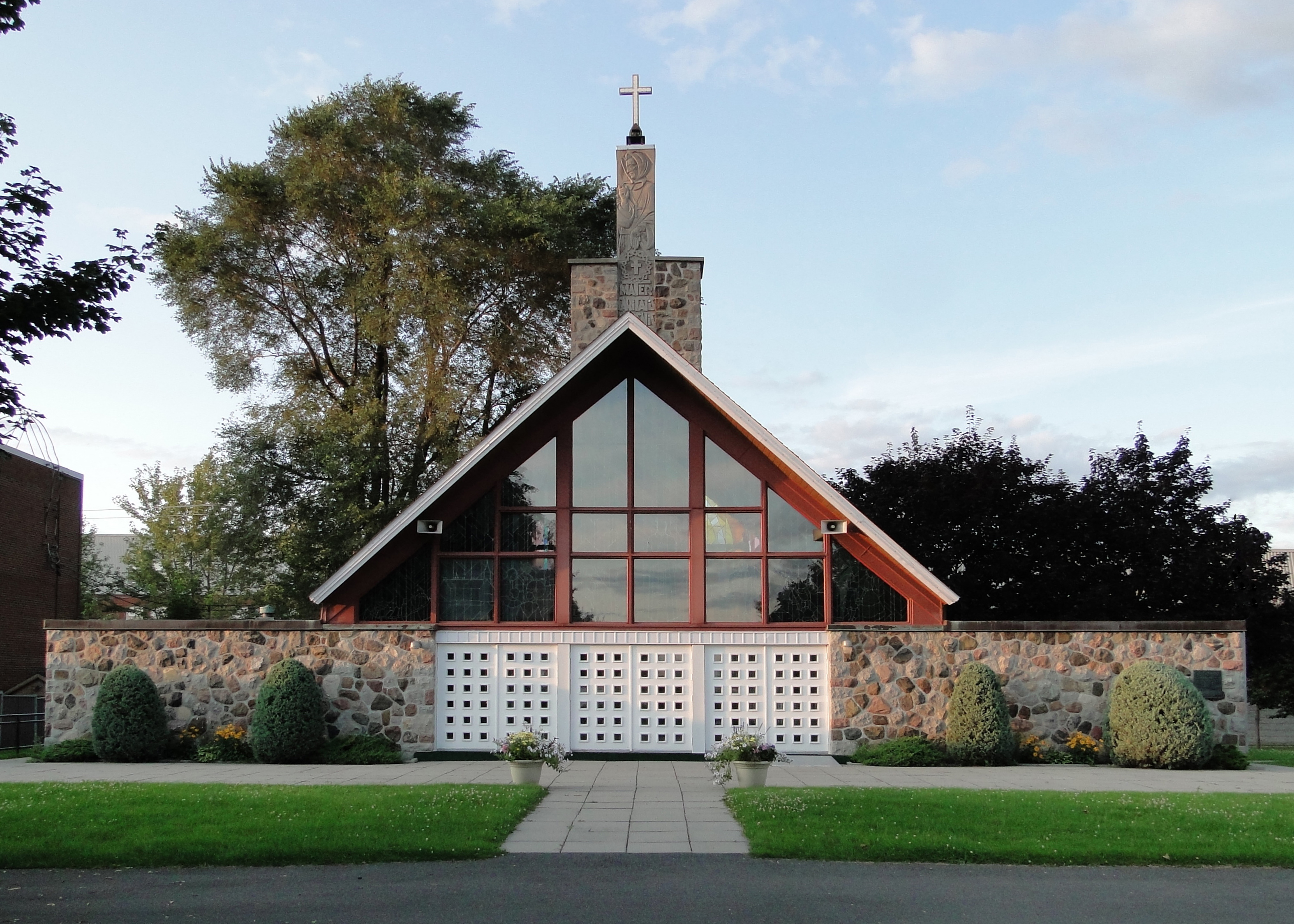
Sanctuaire Sainte-Marguerite-d'Youville

Pour marquer la béatification de Marguerite d'Youville, l'évêque de Saint-Jean-de-Québec, Gérard-Marie Coderre, fit construire un sanctuaire dédié à la première bienheureuse née au Canada. Il choisit l'endroit exact de sa naissance à Varennes pour ériger le  lieu de culte. André Ritchot en fut l'architecte et Claude Bettinger réalisa la verrière. Entre 1971 et 2003, les Sœurs grises ont administré le bâtiment, aujourd'hui rétrocédé au diocèse. Depuis 2010, on peut y visiter l'exposition «La vie et l'œuvre de Marguerite d'Youville». La même année, les restes mortels de la sainte ont été transférés dans le transept de la basilique Sainte-Anne.

### Chapelle de procession Sainte-Anne
Cette chapelle de procession fut construite en 1862 selon les plans de l'architecte montréalais Victor Bourgeau. Elle serait la plus grande chapelle de procession du Québec. Une chapelle de procession est généralement consacrée à un saint ou destinée à la procession du Saint-Sacrement.

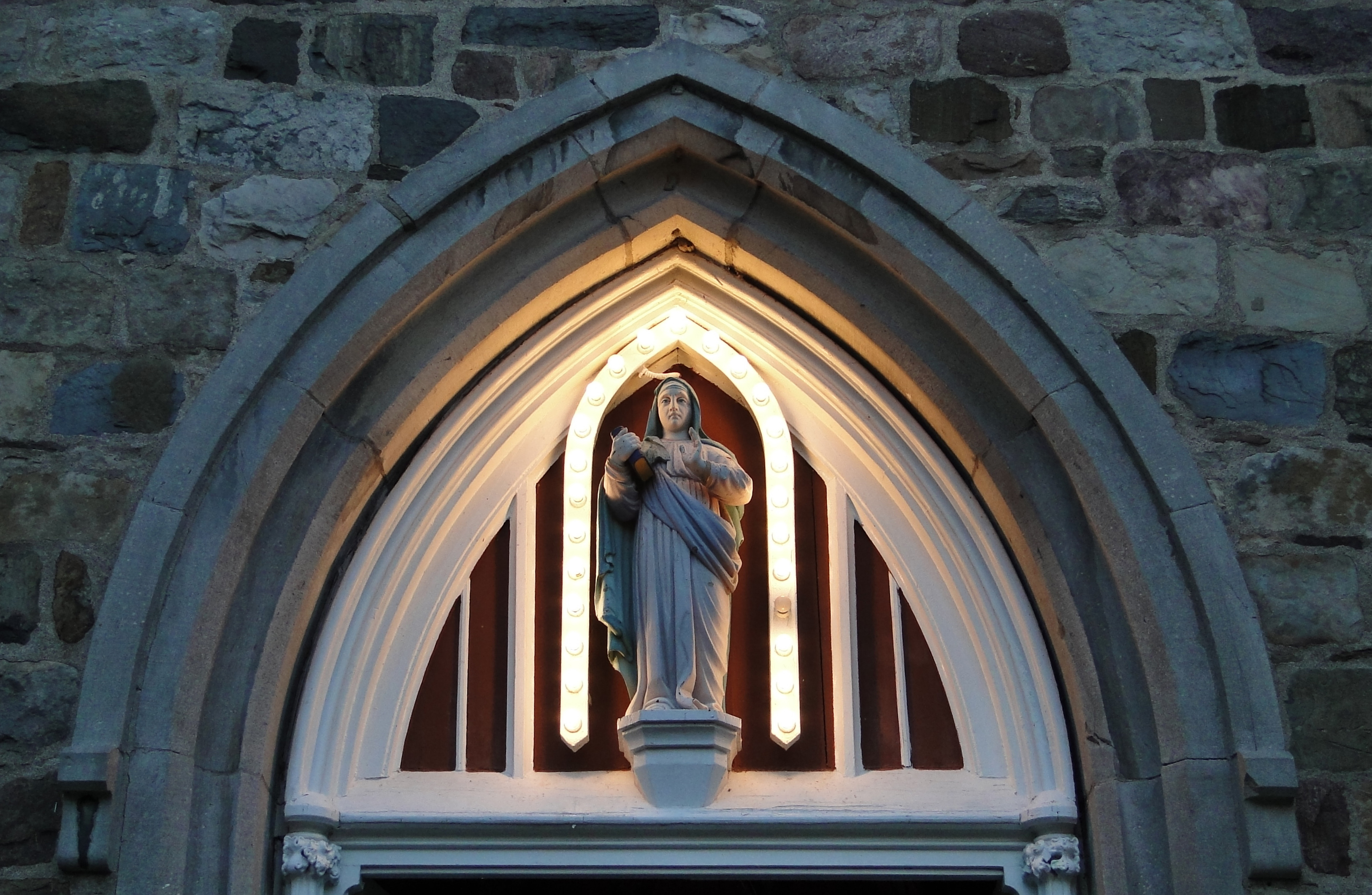
Tympan de la chapelle Sainte-Anne

La chapelle fut classée monument historique en 1981.

### Chapelle de procession Saint-Joachim
Elle fut classée monument historique en 1981.

### Cimetière Sainte-Anne de Varennes
Le premier cimetière était adjacent à l'église. Le nouveau cimetière tel que connu aujourd'hui date de avril 1945. De nombreuses épitaphes sur les monuments de ce cimetière font l'histoire de ses paroissiens, prêtres et curés.

### Calvaire de Varennes
Ce calvaire construit en 1829 et classé comme immeuble patrimonial du Québec en 1962 fait encore aujourd'hui la fierté de ses paroissiens. Lors de soirées printanières et estivales, des rassemblements de prières ont encore lieu à cet endroit.